# Graphelysia strigillata
Graphelysia strigillata är en fjärilsart som beskrevs av Rothschild 1910. Graphelysia strigillata ingår i släktet Graphelysia och familjen björnspinnare. Inga underarter finns listade i Catalogue of Life.